# Александров Лодзки
Александров Лодзки или Алекса̀ндрув Лу̀дзки (на полски: Aleksandrów Łódzki) е град Централна Полша, Лодзко войводство, Згежки окръг. Административен център е на градско-селската Александровска община. Заема площ от 13,47 км2. Част е от Лодзката агломерация.

## География
Градът се намира в историческия регион Великополша. Разположен е на 11 километра северозападно от центъра на Лодз и на 9 километра югозападно от Згеж.

## История
Градът е основан около 1816 година от Рафал Братошевски. Наречен е Александров в чест на цар Александър I.

## Население
Населението на града възлиза на 21 535 души (2017 г.). Гъстотата е 1599 души/км2.
Демографско развитие

## Деление
Неофициално градът се дели на 12 района и микрорайона.
Райони (Джелница|Dzielnice)
- Вежбно
- Велка Бружица
- Ломник
- Пяскова Гора
- Франин
- Шатоня

Микрорайони (Osiedla)
- Адам Мицкевич
- Владислав Реймонт
- Владислав Сикорски
- Под резерватем
- Рафал Братошевски
- Слонечне

## Градове партньори
- Краслава, Латвия
- Puget-Ville, Франция

## Фотогалерия
- Църква „Св. арх. Рафаил и Михаил“
- Главният площад
- Паметник на папа Йоан Павел II
- Църква „Св. Станислав Костка“